# Uafhængige Unge Socialister
Uafhængige Unge Socialister (UUS) var en politisk ungdomsorganisation der eksisterede fra 1995 til 1996. UUS var ikke tilknyttet noget parti, men ønskede samarbejde med både Socialistisk Folkeparti (SF) og Enhedslisten.
Baggrunden for UUS var interne stridigheder i Socialistisk Folkepartis Ungdom (SFU) der kulminerede da omkring 100 medlemmer af SFU meldte sig ud 18. maj 1995. UUS blev stiftet i efteråret, og organisationen baserede sig på dette tidspunkt som i resten af sin levetid primært på tidligere medlemmer af SFU i Københavnsområdet. En undtagelse herfra var organisationens næstformand, Pernille Rosenkrantz-Theil der ikke havde nogen fortid i SFU. Formand for UUS var Kim Bagge der tidligere havde været medlem af SFU's formandskab.
De medlemmer af UUS der kom fra SFU, anså sig selv for at være SFU's venstrefløj, men havde oprindeligt ikke som mål at opgive kontakten med SF. Uafhængige Unge Socialister ønskede i stedet at være katalysator for øget samarbejde mellem venstrefløjens organsiationer. Inden længe indgik UUS dog i diskussioner om at være med i en sammenlægning af ungdomsorganisationerne til venstre for SFU. Det drejede sig foruden UUS om Rebel - Revolutionære Unge Socialister og Rød Ungdom. Disse planer blev dog skrinlagt, og et flertal i UUS besluttede i stedet på landsmødet i 1996 at slå UUS sammen med Rebel. I praksis betød dette at en række UUS-medlemmer meldte sig ind i Rebel.
UUS var engageret i 'Ribus-konflikten' i Esbjerg, skrev et principprogram og udgav medlemsbladet 'Mens vi venter'. UUS var desuden med i opbygningen af studenterorganisationen Socialistiske Studerende (SOS) der eksisterede fra 1995 til 1998. 
Flere UUS'ere har senere siddet i Enhedslistens hovedbestyrelse og repræsenteret Enhedslisten i såvel Folketinget (Pernille Rosenkrantz-Theil) som Københavns Borgerrepræsentation (Mikkel Warming og Morten Kabell).